# Obraz Matki Bożej z Mariampola

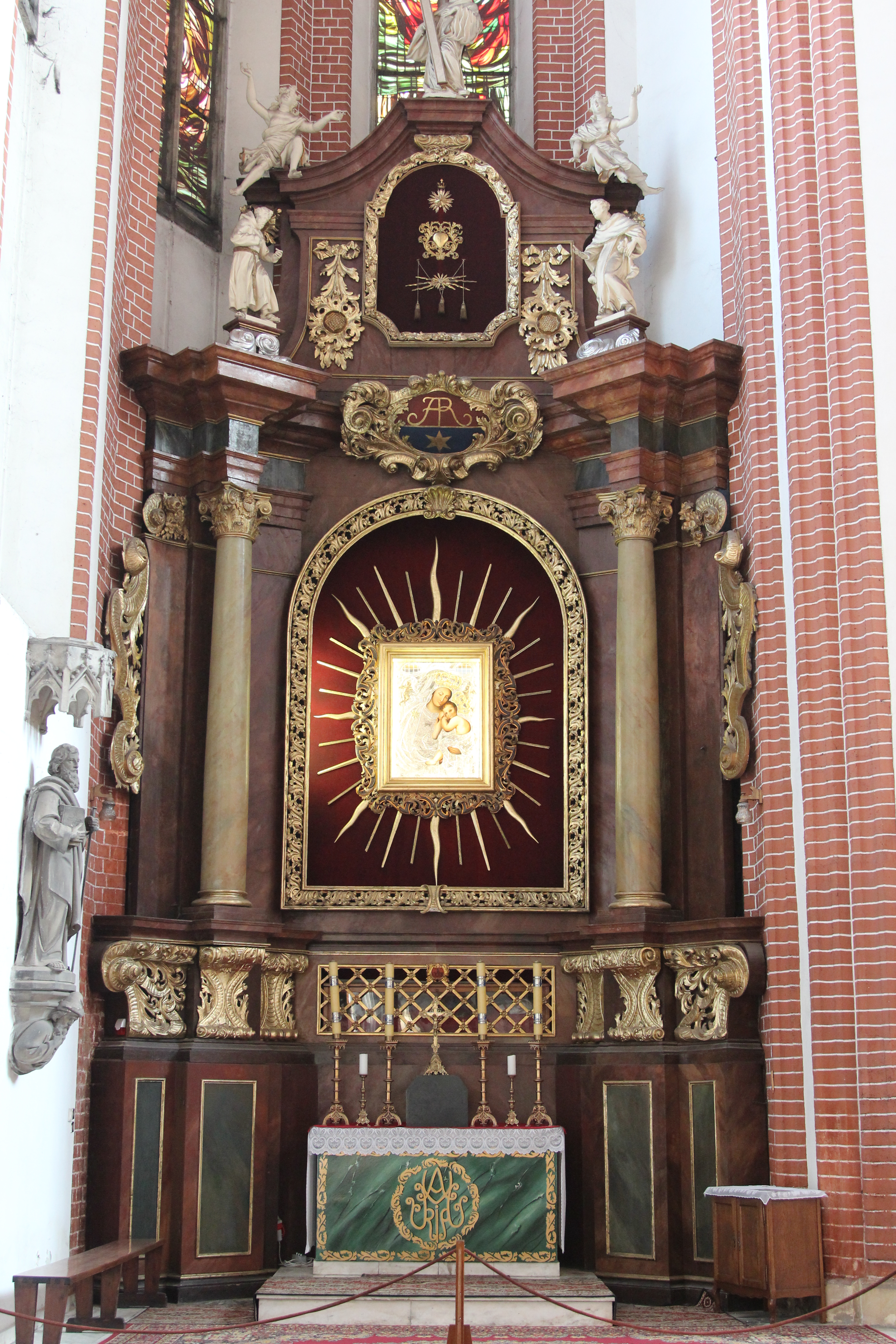
Ołtarz z obrazem Matki Bożej Mariampolskiej w kościele na Piasku we Wrocławiu

Matka Boża Mariampolska (Matka Boża Hetmańska, Matka Boża Rycerska, Matka Boża Zwycięska) – pochodzący z Mariampola wizerunek Matki Bożej z Dzieciątkiem, w typie Eleusy, znajdujący się obecnie w kościele Najświętszej Marii Panny na Piasku we Wrocławiu. Powstał nie później niż w XVI wieku Przez wiernych uważany za cudami słynący.

## Opis obrazu
Obraz przedstawia Matkę Bożą z Dzieciątkiem Jezus na lewej ręce. Mały Jezus przytula swoją głowę do policzka Maryi, a wzrok kieruje na patrzących na obraz. Suknia Matki Bożej jest ciemnoróżowa, z zarzuconym zielonym płaszczem. Jej głowę okrywa zawój. Boży Syn owinięty jest w różowozłocistą chustę, natomiast jego plecy pozbawione są okrycia.

## Historia
Wielu badaczy uważa, że początki tej ikony sięgają XVI wieku, a jej malarz inspirował się pracami słynnego malarza Rafaela Santi. Inni sądzą, że dzieło jest wcześniejsze, natomiast H.H. Hoffman uważał, że zostało namalowane przez bizantyjskich mistrzów.
Obraz umieszczany był w polowej kaplicy hetmana Stanisława Jana Jabłonowskiego podczas bitew pod Chocimiem (1673), Żurawnem (1676) i Wiedniem (1683), a także w trakcie kolejnych kampanii na Wołyniu, Podolu i Bukowinie. Z racji bitewnych zwycięstw, jakie odnosili żołnierze Jabłonowskiego, Matce Bożej z ikony zaczęto dodawać przydomek hetmańskiej, rycerskiej oraz zwycięskiej.
W 1703 powstał rzymskokatolicki drewniany kościół pod wezwaniem Świętej Trójcy, w którym początkowo umieszczono ikonę. Po wojnach Jabłonowski umieścił ją w swoim nowym zamku w Mariampolu. Ikona miała strzec mieszkańców od nieszczęść i stanowić umocnienie przed złem, z czasem stała się symbolem miasta, także w jego herbie znalazło się wyobrażenie Matki Boskiej z Dzieciątkiem Jezus. Wnuk hetmana, Jan Kajetan Jabłonowski, w 1721 r. przeniósł parafię z Dalejowa do Mariampola, umieścił ikonę w wielkim ołtarzu kaplicy zamkowej, którą zamienił na kościół parafialny. W 1733  Matka Boża na ikonie miała płakać. Po tym wydarzeniu został wybudowany nowy, kamienny kościół, gdzie został umieszczony obraz.

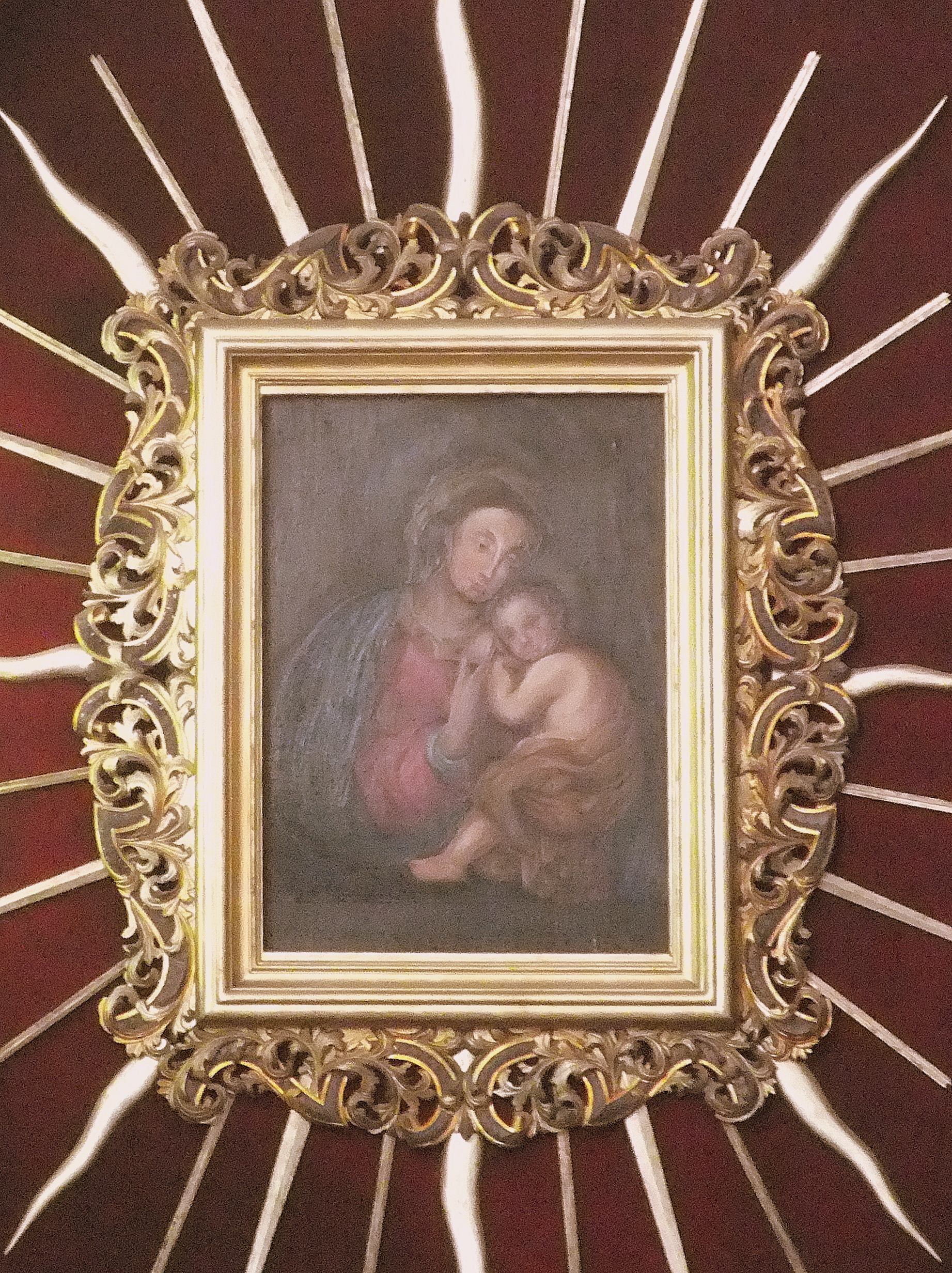
Matka Boża z Mariampola

Ikona nie tylko przyciągnęła żołnierzy, ale także mieszkańców, dzięki cudom jakie miały się dziać, za sprawą modlitw przed nią zanoszonych. Z czasem miało dochodzić do uzdrowień chorych oraz nawróceń grzeszników i pogan. Ikona została oficjalnie ogłoszona jako cudowna (cudami słynąca) w 1737 r. Wiadomość o cudownym obrazie w Mariampolu rozeszła się po całej Europie. Żona Jana Kajetana Jabłonowskiego, Teresa z Wielhorskich, ofiarowała srebrną koronę i suknię, którymi przyozdobiono ikonę. W latach 1752–1788 ksiądz Wojec Bilinsky ofiarował srebro i klejnoty do ikony. Cudowny charakter ikony omawiany jest w pracy W. Urbana "Ikona Matki Bożej Mariampolskiej we Wrocławiu" (Wrocław, 1981). W 1936 r. ikona została odrestaurowana przez lwowskiego artystę Jurię Janiša.
W okresie powojennych przesiedleń ikona została uratowana przez społeczność polską z rąk radzieckich komunistów i przywieziona do Polski. Z początku umieszczono ją w kościele w Głubczycach, gdzie została odrestaurowana przez Mariana Pacyna. Na początku lat pięćdziesiątych ikona została przeniesiona do Wrocławia do kościoła sióstr z Nazaretu. W 1965 r. czterech polskich biskupów, w tym Bolesław Kominek, prymas Polski kardynał Stefan Wyszyński oraz arcybiskup krakowski Karol Wojtyła, przeniosło ikonę Matki Bożej do kościoła na Piasku we Wrocławiu. W tej świątyni została skradziona srebrna korona z obrazu. Nowa koronacja papieskimi diademami odbyła się 10 września 1989 r. w obecności prymasa Polski, kardynała Józefa Glempa.
W 2001 r. w kościele Podwyższenia Krzyża Świętego w Mariampolu została umieszczona kopia cudownego obrazu, podarowana społeczności współczesnych mieszkańców Mariampola przez jego dawnych mieszkańców, żyjących głównie na Dolnym Śląsku.
W każdą drugą niedzielę września odbywa się związana z obrazem uroczystość odpustowa, na którą do Wrocławia przybywają mariampolanie.